# Файн, Григорий Анисимович
Григо́рий Ани́симович Файн (род. 22 июля 1949, Горький) — советский и российский джазовый музыкант (пианист), аранжировщик, композитор, педагог, продюсер. Член Союза композиторов России (с 2001 года), входит в его Самарскую организацию. Представитель стилистики джазового бибопа, последователь стиля пианиста Оскара Питерсона.

## Биография и исполнительская деятельность
Образование: музыкальная школа №8 (Горький), Горьковское музыкальное училище (класс Валерия Островского), Музыкально-педагогический институт им. Гнесиных (класс Теодора Гутмана и Марии Гринберг, выпуск 1974 года). В студенческом возрасте — лауреат 1-й премии конкурса им. Д. Б. Кабалевского (Куйбышев, 1967) за «лучшее исполнение конкурсного произведения» («Речитатив и рондо»).
С 1974 года жил и работал с Куйбышеве (впоследствии Самаре), постоянно выступая также на фестивалях и с сольными концертами в Москве и городах СССР, гастролировал в Европе (Швеция, Бельгия, Великобритания, Канада). В 1997 году со своим трио принял участие в фестивале «Du Maurier Festival International de Jazz» (Монреаль, Канада). 
В 1974-1989 г.г. — солист Куйбышевской филармонии, куда был трудоустроен по распределению после окончания вуза. В 1977 году работал в оркестре Олега Лундстрема, позже — в оркестре под управлением Полада Бюльбюль-оглы. В годы работы в филармонии руководил собственным джазовым комбо «Олимп», шоу-ансамблем «Дивоцвет», женским вокальным ансамблем «Волжаночки». 
Получив в филармонии право на проведение сольного концерта с собственным трио, в последующие годы работал преимущественно в этом формате. Трио Файна имело классический джазовый состав — фортепиано, контрабас и ударные. Его коллегами по составу в разное время становились как артисты Самары (в составе которой числился коллектив), так и музыканты из Москвы и других городов. В числе контрабасистов трио Файна — Анатолий Соболев, Тойво Унт, Николай Мачкасов, Александр Веремьев, Дмитрий Ли, Игорь Кантюков, Александр Першунин, Игорь Кондур и др., в числе барабанщиков — Михаил Кудряшов, Анатолий Лобасенко, Станислав Тулешов, Дмитрий Власенко, Евгений Рябой, Игорь Игнатов, Павел Тимофеев и др. Файн выступал и записывался совместно с рядом иностранных музыкантов, в числе которых трубачи Michael Philip Mossman (США), James Morrisson (Австралия), Jos Moons (Бельгия), саксофонисты Ralph Moore, Bill Skeat (Великобритания), Gianni Basso (Италия), Johnny Scott, Paul Horn (США), басисты Len Skeat (Великобритания), Michel Donato (Канада), барабанщик Martin Drew (Великобритания), Pierre Pillon (Канада) и т.д.
Как организатор концертов, в 1980-1989 г.г. персонально занимался организацией и проведением всесоюзного куйбышевского джаз-фестиваля «Весна», основанного в 1962 году участниками Городского молодёжного клуба («ГМК-62») под предводительством самарских джазменов Льва Бекасова и Игоря Вощинина. По окончании работы с филармонией вновь передал им руководство фестивалем.
С 1989 года работает как независимый артист. Среди ансамблей, с которыми выступает Файн — семейный коллектив «Fine Family Show».
Создал в филармонии джазовый абонемент «Григорий Файн и его друзья» (впоследствии реализованный также в московском Концертном зале им. П. И. Чайковского), в рамках которого выступали десятки известных джазовых музыкантов из России и из-за рубежа: Александр Осейчук, Алексей Кузнецов, Олег Киреев, Александр Фишер (Австрия), Jos Moons (Бельгия) и др. В 2002 году провёл абонемент «Соло, в дуэте и с трио» в Государственном музее им. М. И. Глинки (Москва), в 2005 году — абонементы «Азбука джаза для детей и взрослых» и «Музыкальные сказки-импровизации Григория Файна» в Московском международном Доме музыки. Абонемент «Джаз-трио Григория Файна» проводился в Малом зале Московской консерватории.
Персона Файна становилась темой докладов и исследований в рамках научных конференций с последующим изданием материалов: «Григорий Файн — феномен самарского джаза», «Композиторское творчество Г.А. Файна», «Современные российские джазовые пианисты», «Тенденции развития Самарского джаза в XXI в.». 

## Композиторская и педагогическая деятельность
С 1976 года создаёт произведения в разных жанрах: клавиры для джазового фортепиано соло, пьесы для джазового ансамбля различных форматов (трио и оркестра), песни (в том числе на собственные слова), академические произведения малых и крупных форм (сонаты для фортепиано, концерты для фортепиано с оркестром), произведения на стыке джазовой и классической музыки (для джазового ансамбля, струнного или симфонического оркестра, хора и т.п.). 
Босса-нова Григория Файна «Весенний ветер» была в 1976 году удостоена приза на Куйбышевском джазовом фестивале «Весна». 
Автор ряда музыкальных сказок-импровизаций, исполнявшихся на филармонических сценах: «Красная шапочка в стиле блюз» (2004), «Хорошо живется кошке» (2009), «Золушка спешит на бал» (2013), «Гадкий утёнок стремится в полёт» (2016), «Снежная королева танцует самбу» (2017), «Кот в сапогах выручает друзей» (2017).
Аранжировки Файна, подготовленные для симфонического оркестра и выпущенные в виде нотных сборников («Мир хитов», «Мелодии Голливуда»), исполнялись большим количеством российских коллективов, включая симфонические оркестры Самарской, Нижегородской, Калининградской, Барнаульской, Омской, Новосибирской и Красноярской филармоний, Симфоническим оркестром Министерства обороны РФ, симфоническим оркестром «Русская филармония», Симфоническим оркестром России под управлением Вероники Дударовой, Российским национальным оркестром под управлением Михаила Плетнёва).
Преподаёт в Московской консерватории (спецкурс «Искусство джазовой импровизации»). 

## Избранная дискография
| Год  | Название релиза                                     | Лейбл (издательство), каталожный номер       | Комментарии |
| ---- | --------------------------------------------------- | -------------------------------------------- | --- |
| 1990 | Трио Григория Файна: «Чарующий ритм»                | Мелодия, С60 29853 007                       | Состав: Григорий Файн (фортепиано), Анатолий Соболев (контрабас), Михаил Кудряшов (ударные)                                                                       |
| 1994 | Трио Григория Файна: «Грёзы ночи»                   | Апрелевка Саунд, М 0091                      | Состав: Григорий Файн (фортепиано), Анатолий Соболев (контрабас), Роман Лыков (ударные)                                                                           |
|      | Gregory Fine Trio: «Fine Plays Peterson»            | Ладъ                                         | Состав: Paul Morgan (бас), Martin Drew (ударные), Григорий Файн (фортепиано)                                                                                      |
| 1997 | Gregory Fine Trio: «The Road To Mississauga»        | Prestige Records студии «Союз», SZCD 0755-97 | Состав: Michel Donato (контрабас), Pierre Pillon (ударные), Григорий Файн (фортепиано)                                                                            |
| 1999 | Gregory Fine Trio: «Happy Bluesday»                 | Boheme Music, CDBMR 901032                   | Состав: Len Skeat (бас), Martin Drew (ударные), Григорий Файн (фортепиано). Запись сделана в Великобритании.                                                      |
| 2000 | Gregory Fine Trio: «Waltz For You«»                 |                                              | Состав: Len Skeat (бас), Jim Mullen (гитара), Григорий Файн (фортепиано). Запись сделана в Лондоне.                                                               |
| 2001 | Gregory Fine Quartet: «Fine Plays Fine«»            |                                              | Состав: Len Skeat (бас), Jim Mullen (гитара), Ralph Salmins (ударные), Григорий Файн (фортепиано). Запись сделана в Лондоне.                                      |
| 2003 | Ольга Олейникова и трио Григория Файна: «Я вернусь» |                                              | Состав: Александр Лапшов (бас), Александр Павлюк (ударные), Григорий Файн (фортепиано), Ольга Олейникова (вокал)                                                  |
| 2007 | Gregory Fine Trio: «The Hits Of Jazz»               | JZ070726-08                                  | Состав: Paul Morgan (контрабас), Martin Drew (ударные), Григорий Файн (фортепиано). Запись сделана в Лондоне.                                                     |
| 2007 | Gregory Fine Quintet: «A Happy Day»                 |                                              | Состав: Paul Morgan (бас), Martin Drew (ударные), Mornington Lockett (тенор-саксофон), Martin Shaw (труба), Григорий Файн (фортепиано). Запись сделана в Лондоне. |

| Год  | Название релиза      | Лейбл (издательство), каталожный номер | Комментарии |
| ---- | -------------------- | -------------------------------------- | --- |
| 1988 | «Осенние ритмы - 87» | Мелодия, С60 27407 003                 | Сборник записей с концертов Ленинградского фестиваля джазовой музыки (пластинка 2). Включена авторская пьеса Файна «Берег моей мечты», записанная в трио с участием Николая Мачкасова (контрабас) и Михаила Кудряшова (ударные). |
| 2001 | «Джаз-аккорд»        |                                        | Релиз упомянут в энциклопедическом справочнике Владимира Фейертага без детализации |
| 2017 | «Осенний джаз»       | Мелодия, MEL CO 0313                   | Сборник. Включена авторская пьеса Файна «Берег моей мечты». |

## Избранные печатные работы[9]
- Искусство джазовой импровизации. Учебное пособие с приложениями / Григорий Файн. — Самара, 1999  (Проект «Джаз и юные музыканты»)
- Джазовый альбом: Ноты для фортепиано / Григорий Файн. — Самара: Офорт, 2011. (серия «Джаз для начинающих»)
- Соната-импровизация № 1 / Григорий Файн. — Самара, Таймер, 2018
- Золушка спешит на бал: музыкальная сказка-импровизация / Григорий Файн. — Самара, 2019
- Снежная королева танцует самбу: музыкальная сказка-импровизация / Григорий Файн. — Самара, 2019
- Хорошо живётся кошке: музыкальная сказка-импровизация / Григорий Файн. —  Самара, 2019
- Кот в сапогах выручает друзей: музыкальная сказка-импровизация  / Григорий Файн. —  Самара, 2019
- Красная Шапочка в стиле блюз: музыкальная сказка-импровизация/ Григорий Файн. — Самара, 2019
- Гадкий Утёнок стремится в полёт: музыкальная сказка-импровизация/ Григорий Файн. —  Самара, 2019
- Как в последний раз: импровизация на тему Г. Гладкова для джазового фортепианного трио / Григорий Файн. — Самара: Офорт, 2011
- Искусство джазовой импровизации для музыкантов и преподавателей музыки/ Григорий Файн. — Самара, ПринтСтайл, 2018
- Я вернусь: песни в джазовом стиле / музыка и слова Григория Файна. —  Самара: Таймер, 2018
- Произведения для голоса и вокального ансамбля / сост.: Н. Н. Герасимов, В. Т. Семёнов, А. И. Цыганов. — Самара: Артель, 2008; ISBN 978-5-88293-237-3
- Произведения самарских композиторов для фортепиано / сост.: Н. Н. Герасимов, В. Т. Семёнов, А. И. Цыганов. — Самара: Артель, 2007; ISBN 978-5-88293-234-2